# Ensiferum (album)
Ensiferum je prvi studijski album finskog folk metal sastava Ensiferum. Album je 7. siječnja 2001. godine objavila diskografska kuća Spinefarm Records. 

## Pozadina
Nakon što je grupa objavila svoj treći demouradak, Hero in a Dream, finska joj je diskografska kuća Spinefarm Records odlučila ponuditi ugovor za snimanje albuma koji je Ensiferum i potpisao između 1999. i 2000. godine. Album je bio sniman u studenom 2000. godine u studiju Sundi-Coop Studios čiji je vlasnik bio Tuomo Valtonen. Skupina izvorno nije bila zadovoljna masteringom albuma pa je predložila odgodu izvorne objave albuma, koja je trebala biti krajem 2000. godine, te je album masterirao Mika Jussila.

## Popis pjesama
Tekstovi: Jari Mäenpää, osim pjesme "Goblins' Dance" koju je napisao Alpha Valtias Mustatuuli. 
| 1.    | »Intro« (instrumental)                 | Markus Toivonen, Mäenpää | 1:50 |
| 2.    | »Hero in a Dream«                      | Toivonen, Mäenpää        | 3:40 |
| 3.    | »Token of Time«                        | Mäenpää                  | 4:16 |
| 4.    | »Guardians of Fate«                    | Toivonen, Mäenpää        | 3:34 |
| 5.    | »Old Man (Väinämöinen)«                | Toivonen                 | 5:33 |
| 6.    | »Little Dreamer (Väinämöinen Part II)« | Toivonen, Oliver Fokin   | 5:21 |
| 7.    | »Abandoned«                            | Toivonen                 | 6:50 |
| 8.    | »Windrider«                            | Toivonen                 | 5:41 |
| 9.    | »Treacherous Gods«                     | Toivonen                 | 5:12 |
| 10.   | »Eternal Wait«                         | Toivonen                 | 5:12 |
| 11.   | »Battle Song«                          | Toivonen                 | 3:20 |
| 12.   | »Goblins' Dance«                       | Toivonen                 | 4:29 |
| 55:00 |                                        |                          |      |

| Bonus pjesma s digipak inačice | Bonus pjesma s digipak inačice            | Bonus pjesma s digipak inačice | Bonus pjesma s digipak inačice | Bonus pjesma s digipak inačice | Bonus pjesma s digipak inačice | Bonus pjesma s digipak inačice | Bonus pjesma s digipak inačice | Bonus pjesma s digipak inačice | Bonus pjesma s digipak inačice |
| Br.                            | Skladba                                   | Trajanje                       |                                |                                |                                |                                |                                |                                |                                |
| ------------------------------ | ----------------------------------------- | ------------------------------ | ------------------------------ | ------------------------------ | ------------------------------ | ------------------------------ | ------------------------------ | ------------------------------ | ------------------------------ |
| 13.                            | »Breaking the Law« (obrada Judas Priesta) | 2:24                           |                                |                                |                                |                                |                                |                                |                                |
| 57:24                          |                                           |                                |                                |                                |                                |                                |                                |                                |                                |

| Bonus pjesma s američke reizdane inačice | Bonus pjesma s američke reizdane inačice | Bonus pjesma s američke reizdane inačice | Bonus pjesma s američke reizdane inačice | Bonus pjesma s američke reizdane inačice | Bonus pjesma s američke reizdane inačice | Bonus pjesma s američke reizdane inačice | Bonus pjesma s američke reizdane inačice | Bonus pjesma s američke reizdane inačice | Bonus pjesma s američke reizdane inačice |
| Br.                                      | Skladba                                  | Trajanje                                 |                                          |                                          |                                          |                                          |                                          |                                          |                                          |
| ---------------------------------------- | ---------------------------------------- | ---------------------------------------- | ---------------------------------------- | ---------------------------------------- | ---------------------------------------- | ---------------------------------------- | ---------------------------------------- | ---------------------------------------- | ---------------------------------------- |
| 13.                                      | »Into Hiding« (obrada Amorphisa)         | 3:49                                     |                                          |                                          |                                          |                                          |                                          |                                          |                                          |
| 58:49                                    |                                          |                                          |                                          |                                          |                                          |                                          |                                          |                                          |                                          |

## Zasluge
| Ensiferum - Jari Mäenpää — gitara, vokali - Markus Toivonen — gitara - Jukka-Pekka Miettinen — bas-gitara - Oliver Fokin — bubnjevi Dodatni glazbenici - Henri Sorvali — klavijature - Marita Toivonen — kantele - Johanna Vakkuri — vokali - Teemu Saari — vokali - Antti Mikkonen — vokali | Ostalo osoblje - Tuomas "Ritual" Tahvanainen — logotip - Necrolord — naslovnica - Mika Jussila — mastering - Tuomo Valtonen — snimanje - Toni Härkönen — fotografija |